# 顿涅茨克国立工业大学
顿涅茨克工业大学（简称DonNTU， 前身为顿涅茨克理工学院）是顿涅茨克最大和最老的高等教育学府。学校建于1921年，位于乌克兰紅軍城。